# 아지리딘
아지리딘(Aziridine)은 3원 헤테로사이클 (CH
2)
2NH로 구성된 유기 화합물이다. 이는 실질적인 관심을 끄는 무색, 독성, 휘발성 액체이다. 아지리딘은 1888년 화학자 지그문트 가브리엘(Siegmund Gabriel)에 의해 발견되었다. 아지리딘(aziridine)이라고도 불리는 그 유도체는 의약화학에서 더 폭넓은 관심을 받고 있다.

## 구조
아지리딘의 결합각은 약 60°로 일반적인 탄화수소 결합각인 109.5°보다 상당히 작다. 이는 비슷한 시클로프로판 및 에틸렌 옥사이드 분자에서처럼 각도 변형을 초래한다. 바나나 결합 모델은 이러한 화합물의 결합을 설명한다. 아지리딘은 질소 자유 전자쌍의 증가된 특성으로 인해 공액산의 pKa가 7.9인 비고리형 지방족 아민보다 덜 염기성이다. 아지리딘의 각도 변형은 또한 질소 반전에 대한 장벽을 증가시킨다. 이 장벽 높이는 별도의 반전중합체(예: N-클로로-2-메틸아지리딘의 시스 및 트랜스 반전중합체)의 분리를 허용한다.